# Khu Bua
Koordinaten: 13° 29′ 13″ N, 99° 50′ 12,5″ O

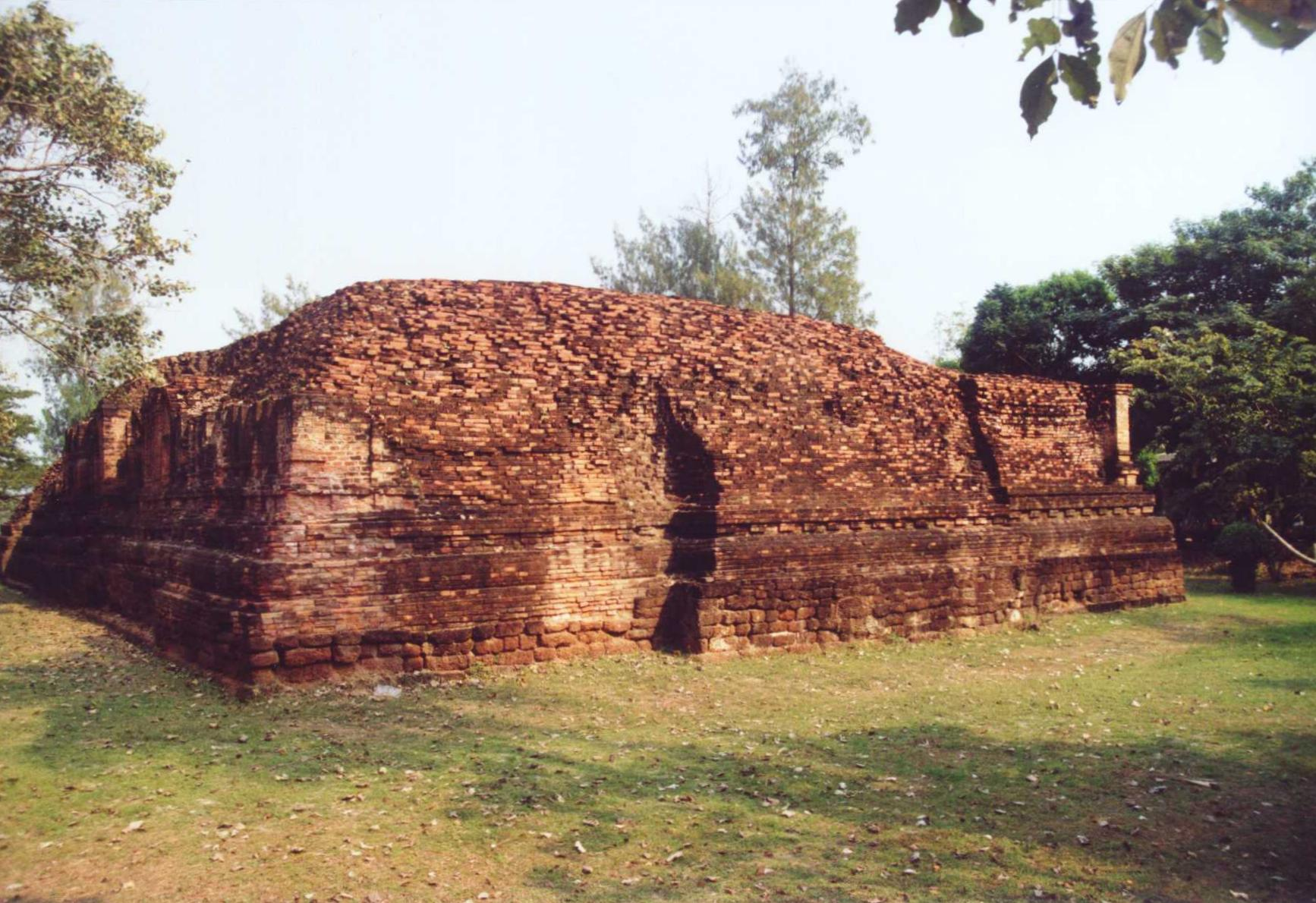
Die Grundmauern des Wat Khlong Suwanna Khiri

 Khu Bua (auch: Mueang Khu Bua, Thai เมืองโบราณคูบัว - „Mueang Boran Khu Bua“: Alte Stadt des Lotus-Grabens) ist ein archäologischer Fundplatz im Landkreis Mueang Ratchaburi, Provinz Ratchaburi in der Zentralregion von Thailand.
Khu Bua ist seit dem 6. Jahrhundert bekannt und war ein Hauptort von Dvaravati, einem politischen und kulturellen Netzwerk buddhistischer Stadtstaaten der Mon im heutigen Zentralthailand.
Das Ausgrabungsgebiet liegt etwa zwölf Kilometer südöstlich von Ratchaburi, es bildet ein Rechteck von etwa 800 Meter mal 2.000 Meter und wird von einer irdenen Mauer und einem Graben umgeben. Hier und auch außerhalb der Mauern fanden sich bisher 44 archäologisch interessanter Fundstätten. Die größte davon wird von den Grundmauern des Wat Khlong Suwanna Khiri gebildet.
Die wichtigsten Ausgrabungen fanden zwischen 1957 und 1961 statt. Die Funde enthielten überwiegend Figurinen aus Keramik, Darstellungen des Buddhistischen Rads und Tafeln aus Stein. Heute sind die Funde in den Nationalmuseen Ratchaburi und Bangkok zu sehen. Neben dem Wat Khlong gibt es ebenfalls ein kleines Museum.